# Коневец
Коневец (рус. Коневец; фин. Konevitsa, Kononsaari) малено је острво уз западну обалу језера Ладога на северозападу европског дела Руске Федерације. Острво административно припада Лењинградској области, односно њеном Приозерском рејону.
Острво је једно од најпопуларнијих туристичких одредишта у том делу Русије, а у његовом јужном делу налази се средњовековни Коневски манастир основан 1393. године.
Острво је мањим трајектом повезано са копном, односно са насељем Владимировка.

## Географски положај
Острво Коневец налази се у западном делу Ладошког језера од чије западне обале је раздвојено уским Коневечким пролазом ширине око 7 километара. Од рејонског центра града Приозерска острво је удаљено око 30 километара (воденом линијом у смеру северозапада), док се Санкт Петербурга налази на око 170 километара јужније. На око 60 километара североисточно од острва налази се Валамски архипелаг, највећа групација острва у Ладошком језеру.
Острво административно припада Громовској сеоској општини Приозерског рејона Лењинградске области..

## Геофизичке карактеристике
Острво Коневец протеже се у смеру југозапад-североисток максималне дужине до 5 километара, односно ширине не веће од 2 километра. Површина острва је приближно око 8,5 км². У југозападном делу острва налазе се пешчане плаже које постепено смењују нешто стрмије, до 4 метра високе пешчане платформе. Уз југоисточну обалу налази се неколико мањих гранитних стена-острва, а највеће је Камено острво.
Просечна висина острва у односу на ниво језера је око 3 метра, док је просечна надморска висина обала око 7 метара. Већина острва је доста равна, а једино се у унутрашњости налазе нешто издигнутија подручја – Свјатаја гора са висином од 34 метра је највиша тачка острва и Змејнаја са висином од 29 метара. Према предању, на Светој гори Коневечкој монаху Јокаиму се указала Богородица, па отуда и име. На том месту је касније саграђена капелица у част Казањске иконе Мајке Божије. На истом месту је постојао и мањи извор, али је с временом пресушио.
Острво Коневец настало је гомилањем великих количина песка које су депоновале струје Ладошког језера, а сам процес акумулације активан је и данас. Широм острва су разбацане бројне гранитне стене, местимично значајнијих димензија, а њихово постојање последица је деловања великог ледника који је на то подручје долазио са планина Скандинавије током полседњег леденог доба. Најупечатљивија таква камена громада је Коњски камен (рус. Конь-Камень), гранитни монолит са интрузијама кварца тежине око 750 тона. Монолит има димензије 9×6×4 метра. Према легенди камена громада је током паганског периода служила као олтар за приношење животињских жртава, а од 1895. на стени се налази хришћанска капелица преподобног Арсенија Коневског. Знатнија групација камених громада налази се још на Каменом острву на крајњем југоистоку.
Приобално подручје око острва је доста плитко те је самим тим готово онемогућен приступ бродовима самом острву.

## Клима
Острво се налази у зони умереноконтиненталне климе која је под снажним маритимним утицајима са запада, са Балтичког мора. Морски ваздух често доноси топлије периоде током зимских месеци, али и знатније снежне падавине. када су над Ладошким језером континенталне ваздушне масе на острву преовладавају врући и суви дани током лета, односно изузетно ниске температуре током зиме. Под утицајем хладних ваздушних маса које повремено долазе са Арктика температуре су подложне великим падовима.
Просечна годишња температура ваздуха на острву је око +3,5 °C, са просечних око +16 до +17 °C у јулу, односно око -8 до -10 °C у јануару. Температуре ваздуха током летњих месеци могу достићи и преко +30 °C, док се зими неретко спуштају и испод -40 °C.
Вода у језеру се веома споро загрева, али се једнако тако споро и хлади, те стварање леденог покривача на површини језера почиње доста касно, углавном у јануару, а неретко и у фебруару месецу.

## Живи свет
Око 80% површине острва прекривено је густим, углавном четинарским шумама. Уз обале и у јужном делу острва расту борове шуме, док у централним и северним деловима доминира јела. Од листопадних врста ту су још и бреза, јова, јасика. Значајан је и број култивисаних врста које су на острво донели монаси, а којих је 1997. регистровано око 30 различитих врста (липа, јавор, храст, кестен и други). На острву као аутохтоне врсте расту и грмови боровница и брусница, а велико је богатство и у различитим врстама печурака.
Од крупније дивљачи на острву обитавају једино лисице, а најдоминантније врсте су зечеви, мали глодари, веверице, гуштери и жабе. Током лета ту обитавају бројне колоније птица селица и галебова. Коневец је једино острво у Ладошком језеру на којем нема змија.

## Историја
Не постоје неки поуздани подаци о постојању људских насеобина на острву у најранијим историјским периодима. Према неким изворима на острву су се у предхришћанском периоду обављали разни пагански ритуали. Године 1393. монах Арсеније Коневски је у јужном делу острва основао манастир посвећен Рођењу Пресвете Богорице.
Након што су Швеђани освојили та подручја, манастир је рушен у два наврата, 1577. и 1610. године. Током Великог северног рата острво прелази у посед Руске Империје, односно руске државе у чијим границама се налази и данас. Према историјским изворима, на острву је 28. јуна 1858. године боравио император Александар II Николајевич. Већина садашњих грађевина на острву, односно у комплексу Коневског манастира датира из XIX и са почетка 20. века.
Манастир није претрпео никакве последице револуција у Русији са почетка прошлог века (Фебруарска и Октобарска), а године 1917. цело острво ушло је у састав независне државе Финске. Током Другог светског рата монаси из манастира напустили су острво и раселили се по унутрашњости Финске. По окончању рата острво је враћено у посед Совјетског Савеза, да би убрзо потом било проглашено затвореном војном зоном од националног значаја (приступ острву је био онемогућен од 1944. до 1990. године). Током тог периода на острву су се налазиле стациониране поморске и десантне јединице, али и полигони за тестирање и развој хемијског оружја и балистичких прјектила (посебно поморских мина).
Године 1991. манастир је враћен у посед Руске православне цркве, и тада је уједно и дозвољен приступ посетиоцима острва. Данас у манастиру обитава монашка заједница од око 20 монаха (штоо је уједно и целокупна популација острва).